# Galleria Arnaboldi
La Galleria Arnaboldi è una galleria commerciale di Pavia, in Lombardia, che, in forma di strada pedonale coperta, collega Strada Nuova a piazza del Lino.

## Storia
In occasione della deliberazione del 1878 di allargare Strada Nuova mediante il ritiro sul filo stradale dell’antico albergo Croce Bianca, l’allora sindaco Bernardo Arnaboldi Gazzaniga si era offerto di proseguire l’arretramento sino all’angolo con via Varese, costruendo a sue spese un nuovo edificio ad uso del commercio agricolo e delle trattazioni bancarie sul luogo di alcuni caseggiati privi di valore storico. Quindi, acquistati e abbattuti gli stabili esistenti, incaricò l’architetto Ercole Balossi di progettare l’edificio su un’area di oltre 2000 m², dei quali 810 ceduti gratuitamente dal comune sul lato di piazza del Lino in cambio dei 210 guadagnati nel rettifico di Strada Nuova. Il progetto, presentato nel giugno del 1879, venne realizzato con qualche variante (relativa agli ornati) entro la primavera del 1882.

## Descrizione
La nuova costruzione andò a occupare la vasta zona compresa tra Strada Nuova, via Varese e piazza del Lino (dove anticamente era il duecentesco Palazzo del Popolo, i cui resti furono demoliti durante la costruzione della galleria) costituendo per quest’ultima un elemento di raccordo con il centro, tramite la galleria di pubblico transito formata dall’androne d’accesso, dal salone centrale e dal portico orientale, ceduti in uso perpetuo al comune. Attorno al salone mercato vero proprio, uno spazio ottagonale coperto con cupola a vetri trasparenti, si aprono quaranta locali terreni a uso di negozi e, nei piani superiori, diverse abitazioni. Sia all’esterno (le tre facciate rivolte sulla strada) sia all’interno (i prospetti sull’ottagono) è adottato lo stile bramantesco. Il Balossi si attiene a un modello neocinquecentesco, più adatto per la funzione anche pubblica dell’edificio; l’organismo spaziale è compatto e serrato dalla fitta impaginazione di motivi strutturali e decorativi classicheggianti che scandiscono i paramenti murari: una sequenza di aperture, architravate o centinate, sormontate da timpano, inquadrate da paraste, lesene o colonne giganti dai capitelli compositi, legate da fasce multiple e, all’interno, dal ballatoio continuo sorretto da mensoloni. A questa struttura tradizionale, il Balossi impone però una copertura di nuova concezione, una grande cupola ad armatura di ferro (realizzata dalla Necchi) e doppi vetri trasparenti (di produzione belga), sormontata dal cupolino e del parafulmine in ferro con cuspide in platino.

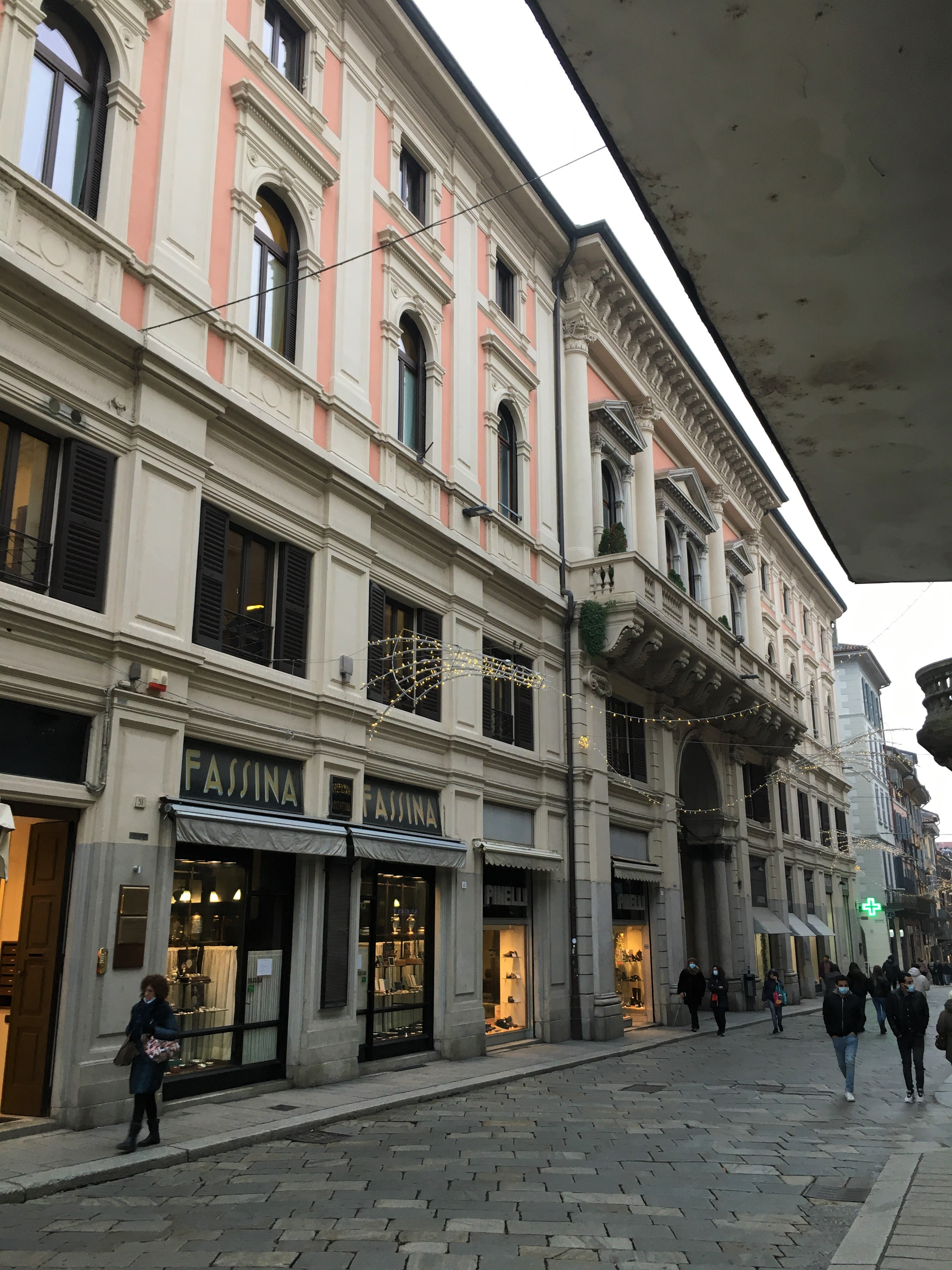
La facciata lungo Strada Nuova
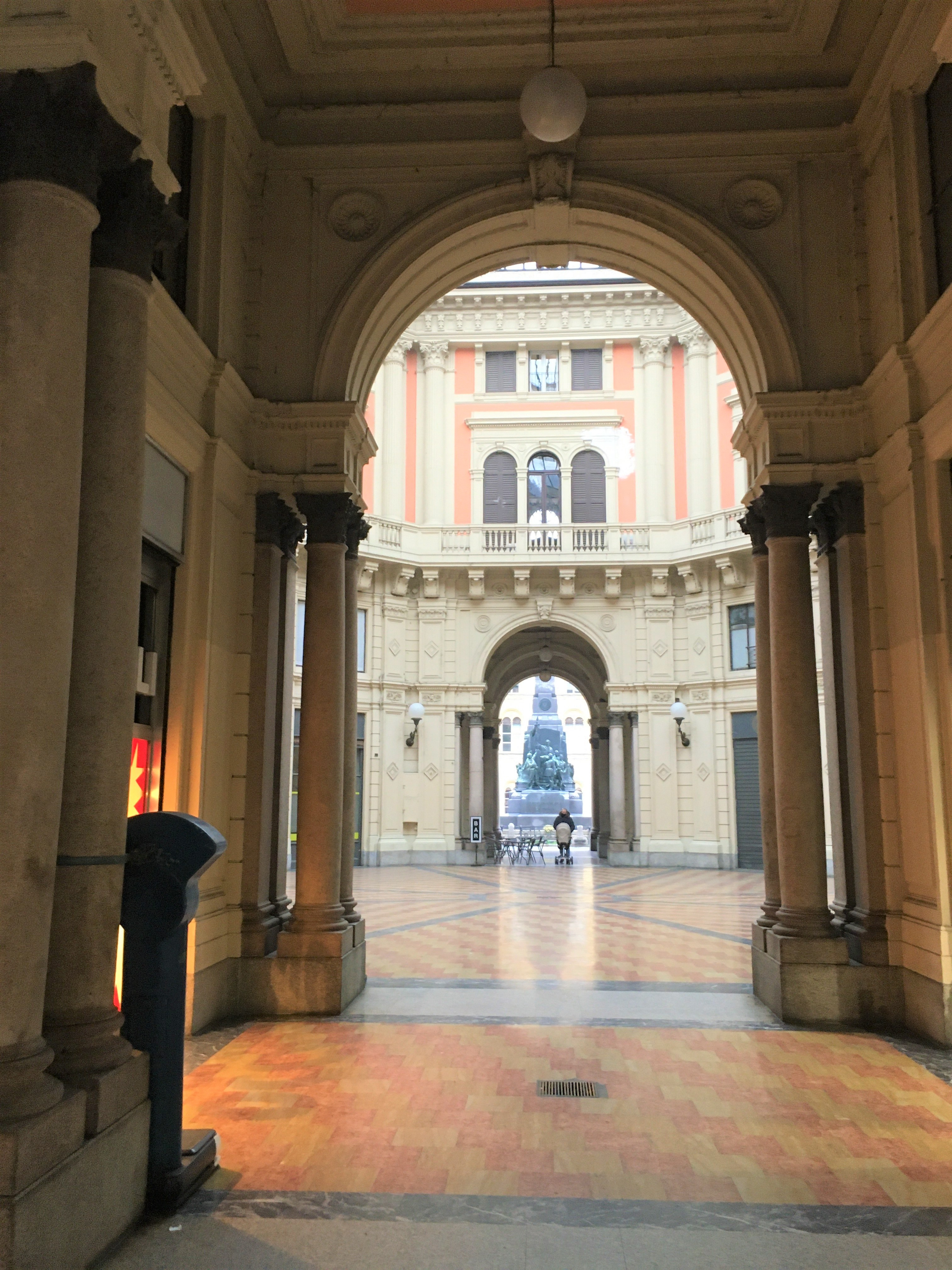
L'interno
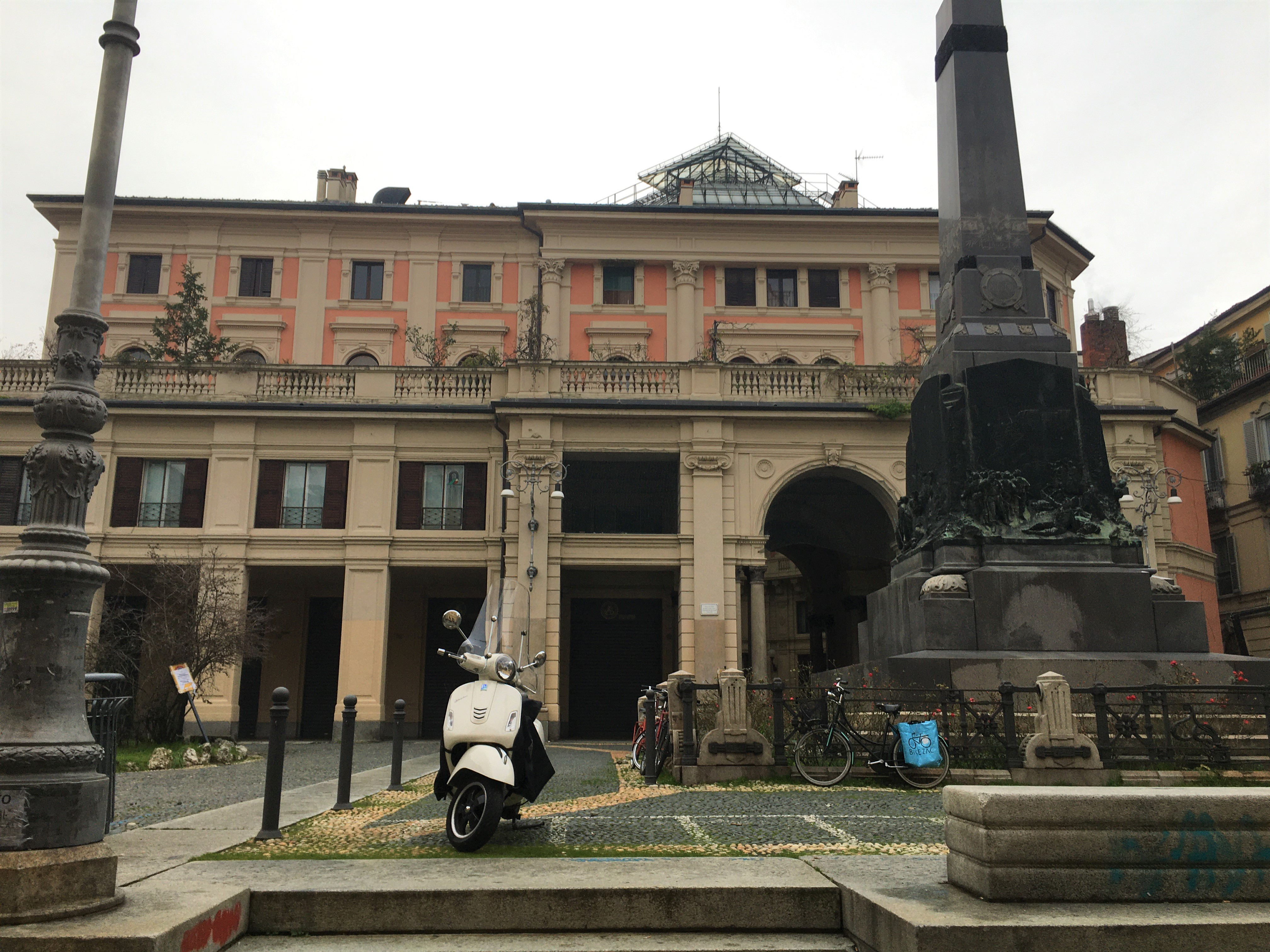
La facciata su piazza del Lino